# Stordalen
 (décembre 2016).
Si vous disposez d'ouvrages ou d'articles de référence ou si vous connaissez des sites web de qualité traitant du thème abordé ici, merci de compléter l'article en donnant les références utiles à sa vérifiabilité et en les liant à la section « Notes et références ».
La tourbière de Stordalen (altitude 351 m,  68° 22′ N, 19° 03′ E) se situe dans la région subarctique, à l'extrême nord de la Suède. Elle est située à 10 km à l'est du village d'Abisko à proximité du lac Torneträsk.

## Caractéristiques
La tourbière s'étend sur 25 ha et est constituée de palses, ce qui est courant dans la zone de pergélisol discontinu. Elle présente une alternance de palses surélevées et de dépressions. Les palses sont des plateaux secs ombrotrophes, ou hummocks, soutenus par un cœur de pergélisol qui surélève la tourbe de surface, tandis que les dépressions sont principalement dépourvues de permafrost, saturées d'eau et minérotrophes.
La topographie à petite échelle est souvent très variable, créant ainsi un environnement où des localités voisines les unes des autres ont de larges différences en termes d'humidité, de pergélisol et d'éléments nutritifs, ce qui implique des différences en termes de végétation. Parmi ces sous-habitats, la  végétation dans les parties plus sèches se compose principalement de mousses, de lichens et d'arbustes nains, tandis que les parties humides sont dominés par des sphaignes ou de grandes graminées. 
Une couche de tourbe atteignant jusqu'à 3 m de profondeur recouvre la plupart de la zone et est une indication de l'accumulation nette de carbone au cours des 5000 dernières années. Dans les parties présentant du pergélisol sous-jacent, la couche active atteint une épaisseur d'environ 60 cm à la fin de l'été. La tourbière présente des signes d'érosion thermokarstique, la fonte du pergélisol conduisant à la dégradation et à l'effondrement de la structure en palse, et sa conversion en dépressions plus humides.
La tourbière est bordée à l'Est par le lac Villasjön (profondeur max 1,3 m) et est plus généralement entourée par de la forêt de bouleaux pubescents (Betula pubescens subsp. tortuosa).